# Lytle
Lytle is een plaats (city) in de Amerikaanse staat Texas, en valt bestuurlijk gezien onder Atascosa County en Bexar County en Medina County.

## Demografie
Bij de volkstelling in 2000 werd het aantal inwoners vastgesteld op 2383.
In 2006 is het aantal inwoners door het United States Census Bureau geschat op 2689, een stijging van 306 (12.8%).

## Geografie
Volgens het United States Census Bureau beslaat de plaats een oppervlakte van
10,5 km², waarvan 10,4 km² land en 0,1 km² water. Lytle ligt op ongeveer 223 m boven zeeniveau.

## Plaatsen in de nabije omgeving
De onderstaande figuur toont nabijgelegen plaatsen in een straal van 16 km rond Lytle.